# Исторические церкви
Истори́ческие церкви — обобщающий термин для обозначения тех христианских церквей, которые сохранили Апостольское преемство (понимаемое как непрерывная цепочка архиерейских рукоположений со времён апостолов до наших дней) и в своём вероучении опираются как на Священное Писание, так и на Священное Предание.
Историческими церквями принято считать Православную, Католическую и Древневосточные церкви.
Ранее этот термин изредка использовали в начале XX века в работах по религиозной философии. В современной российской религиоведческой терминологии был отражён «Словарём исторических терминов» кандидата философских наук Г. В. Згурского и «Новейшим словарём религиоведения» Згурского и кандидата исторических наук О. К. Садовникова.